# 藤木三郎
藤木 三郎 (ふじき さぶろう、1955年2月16日 - ) は、三重県桑名市出身のプロゴルファー。

## 略歴

### プロ入り前
兄2人、姉1人がいる4人兄弟の末っ子として生まれた。子供達は母に似てみんな大柄で、三男坊として生を受けた藤木も出生時から3600gと大きかった。生家は「フジイチキカイ」という機械工具の製造販売会社を営んでおり、従業員は約40名が在籍。裕福な家庭に育った藤木は11歳の時に父と兄2人のラウンドについていき、100ヤード地点まで行くと父の8番アイアンを借りてグリーンに向かって打っていた。小学6年になると桑名カントリー倶楽部で18ホールのコースデビューし、スコアは63・58であった。冬休みになると父は「本格的にやるならプロに習え」と桑名CCのヘッドプロで、ツアーにも出場していた水野紀文をつけてくれた。上達は早く、100を切るのは簡単であった藤木は中学に入ると身長は173cmまで伸びていた。背の高さで追い越されたハンディ19の父は、いきなり17のハンディを取った藤木にゴルフでも追い越されてしまうが、この頃から父がステージパパの顔を見せ始める。当時の桑名CCでは、月3回は日曜日にクラブコンペが開催されていたが、中学生の藤木は欠員が出た組に放り込まれた。父は練習場の打席の後ろにどっかり座り、息子の練習を食い入るように見つめた。夏休み、春休み、土日はゴルフに没頭しているうちに中学3年になっていた。埼玉県比企郡嵐山町の嵐山カントリークラブで行われた全日本ジュニアに出場すると、最初の9ホールで38が出た。次の9ホールも40で回り、初めて18ホールで70台が出た。続く9ホールも40と安定したゴルフで8位に入った。この時に7位に入ったのが、同学年で、後にツアーで行動を共にすることになる中島常幸であった。「これが桐生の中島か。ヒョロヒョロッとして」「こいつが桑名の藤木か」と、お互いを意識するようになる。
中学卒業後は1971年に名古屋電機工業高校へ進学し、父は優秀な指導者がいると聞きつけると、積極的に藤木を弟子入りさせた。部活動も厳しくなるため、桑名を出て同校の英語教師の家に下宿。練習から戻るとおかずがあって、炊飯器から米飯をよそって食べる生活を送る。2年次の1972年になると指導に定評のあるアマチュアゴルファーに指導を仰ぎ、8ヶ月間はゴルフ練習場の近くに住み込み、19時半から終業まで練習した。このゴルファーからは「ボールを真ん中寄りに置いて、フォローを低く長く出す。ターフを浅く、長く取れ」と教えられ、3年次の1973年には名古屋ゴルフ倶楽部・和合コース所属プロの石川一夫宅に下宿。石川からはフィニッシュの手首の返し方、フォローで球筋を打ち分けることを教えられた。藤木曰く「フォローからトップまで戻してきて、アドレスで止める。ドロー、ストレート、フェード。そのフォローの形になるためのアドレス、トップをつくれ、」という考え方で、同門には有名なトップアマも複数いた。こうした環境下で高校3年間で実力は確実にアップし、1年で日本ジュニア10位になると、2年では8位。3年では5位となり、倉本昌弘、湯原信光、内藤正幸らと日米対抗の代表に選出されて、ハワイに遠征。対戦相手のアメリカ代表には地元・ハワイのデビッド・イシイがいた。すでにA特待生という最高の待遇で愛知工業大学への推薦入学が決まっていたが、そこに日本大学ゴルフ部の竹田昭夫監督から誘いの手紙が舞い込む。石川の「中部でいくら勝っても日本一になれない。日本一を目指すなら関東だ」という言葉に従い、一転して日大に進学。特待生の話もあったが、実家が裕福なこともあり、その申し出を断った。
日大に進学すると、ゴルフ部の寮である神奈川県川崎市のグリーンファミリークラブに入る。東急田園都市線宮崎台駅前にあった練習場で打たせてもらう代わりに、22時からは球拾いという生活で、食事は練習場と同様、中華料理店を経営する矢野正親の店で取った。実はもう一つ、藤木が日大へと傾いた理由があり、それは高校2年次に全日本学生 で一緒に回る日大3年生に女子大生から黄色い声援が送られたのを見たのがきっかけであった。跡見学園女子大学、白百合女子大学などのゴルフ部を教えていた彼への応援であり、10数人の女子大生の姿に、藤木の目は点になった。「日大ってかっこいいなあ、女子大生に応援してもらえたらいいよなあ」と藤木が心底から思ったのも無理はなかったが、大学に進学すると「お前は将来があるから女子大へのレッスンに行ってはダメだ。女を覚えるのはまだ早い」と竹田から厳命されてしまった。思惑こそ外れたものの、1年次の1974年は期待通りの成績を残した。2年次の1975年春の日刊杯までに5勝して主要タイトルのほとんどを獲得し、ドライバーはパーシモンで280ヤードと並外れていた。同年には先輩が運転する車に同乗し、関東学生3次予選の練習ラウンドで龍ヶ崎カントリー倶楽部に向かっている時、先輩がハンドル操作を誤り、車は1回転して田んぼに転落。3人とも奇跡的に軽いけがで済んだが、藤木の左腕の傷は試合の前日までふさがらなかった。寮に戻り、マムシ酒をガーゼに含ませて患部に当てたところ、ひと晩で回復。見事トップで予選を通過して、決勝で関東学生初優勝を飾っている。2年次にはオイルショックの煽りを受け、実家の「フジイチキカイ」が倒産。当然のことながら大学を中退してプロになることを真剣に考えたが、竹田が「藤木は団体戦に必要な選手。もともと特待生にするつもりだったし、俺が面倒見てやる」と止めた。それでも藤木はこの後、倒産のショックや1年下に倉本が入ってきたことの焦りからスランプに陥る。この頃の1ヶ月は酒浸りで、体重は100kgを軽く超えていた。これでは駄目だと心を入れ替え、一心不乱にボールを打ちまくり、ランニングなどのトレーニングに没頭。3年次の1976年春にはフジサンケイクラシックに出場したが、尾崎将司と回った後に記者から「ジャンボから得たものはあったか」と問われ、藤木は「何もありません」と答えてしまう。その頃の尾崎はあまり調子が良くなく、ドライバーも藤木の方が飛んでいたため、本音を言ってしまった。翌日の新聞に載って、先輩に怒られたが、「藤木の実家が倒産し、学費が払えないためプロになるかどうか迷っている」と書いてくれていたため援助してくれる人が出てきた。藤木はこの頃スランプに悩み、抜け出すために体をいじめ抜いた結果、体重は102kgから80kgまで絞り込まれていた。182cmの長身にウエスト78cmという体形を維持し、肩がハンガーの様に突っ張って、腰が細かったせいで『超人バロム・1』と呼ばれていた。この頃には日大の先輩の高橋勝成と出会い、武者修行とばかりにアジアサーキットに同行。右肘の開きを修正するようにいわれ、スイング改造にも成功。同年には日本オープンでローアマチュアに輝き、4年次の1977年には完全復活し、年間11勝の快進撃を演じる。主要大会のベストアマを含めると23ものタイトルホルダーになっていた。日本オープンベストアマの資格でプロテストに挑めることとなったが、東名カントリークラブの研修生として挑んだ1回目のプロテストではまさかの不合格。この頃、日大からは高橋信雄、山田健一、高橋と有名選手は一発でクリアしており、それが当然であるとのムードがあったため、そのプレッシャーに押し潰された。追い込まれた藤木は「2度目も落ちたらレッスンプロとして生きていこう」と、覚悟を決め、初日72で回り、翌日も強風下で77を出し見事合格を果たした。

### プロ入り後
大学卒業後の1978年にプロ入りし、大きな身体を利しての独特のリズムと個性的な「8の字スイング」、182cm・100kgを超える巨体ながら器用なゴルフで脇役的存在として活躍。1980年から1995年まで16年連続シード選手として活躍し、1981年の阿蘇ナショナルパークオープンで初優勝。1983年と1990年には2度のランク5位を記録したほか、6度もトップ10に入る。
1983年と1987年にはKBCオーガスタを2勝するが、1勝目は日替わりで首位が入れ代わり、最終日にはアンダーパー46人の大混戦となった。3日目に急浮上した尾崎が逃げ切るかと思われたが、4アンダー、68で回って通算15アンダーで逆転優勝。2勝目は2日目に倉本と並び首位に踊り出て、3日目には一旦首位に1打差を付けられるが、常にステディーなゴルフを展開。通算14アンダーの274で、この大会4年ぶり2度目の優勝を飾った。
1983年にはワールドカップ日本代表に選出される。団体では新井規矩雄とのペアでレックス・コールドウェル&ジョン・クック（ アメリカ合衆国）、テリー・ゲイル&ウェイン・グラディ（ オーストラリア）、デイブ・バー&ジェリー・アンダーソン（ カナダ）、エイモン・ダーシー&ローナン・ラファティ（ アイルランド）に次ぎ、エドアルド・ロメロ&アダン・ソーヴァ（ アルゼンチン）、ルイス・アレバロ&フアン・ピンゾン（ コロンビア）、ブライアン・ウェイト&ゴードン・J・ブランド（ イングランド）、プリシロ・ディニス&フレデリコ・ジャーマン（ ブラジル）を抑え、マニュエル・ピネロ&ホセ・マリア・カニザレス（ スペイン）と並ぶ5位タイと健闘。
1990年には「3億円シード」を獲得し、1991年のフジサンケイクラシックでは青木功・加瀬秀樹、ブライアン・ジョーンズ（オーストラリア）と共に通算8アンダーでプレーオフとなり、18番で青木はパーパットを外し脱落する中、17番ホールで40cmにピタリとつけて優勝。
1993年の東海クラシックでは初日に悪天候のため2度の中断の後サスペンデッドゲームとなったが、68でトップに立ち、2日目は前日の残り5ホールを合わせて23ホールを回って70でも首位を守り、後半2日間は67、69の14アンダーで2位の飯合肇に付け入る隙を与えずに完全優勝した。
ツアー14勝目を挙げるもランクは徐々に下げていくが、1995年にフィリップモリス・チャンピオンシップの第4ラウンドで記録した「18ホール最少パット数」18は葉彰廷と並んでのツアー記録である。1996年と1997年には2年続けてシード落ちしたが、1998年4月のつるやオープンでは若手の宮本勝昌・手嶋多一がスコアを伸ばしながらも順位は少し後退、外国勢がスコアを伸ばして首位へ躍り出る中で藤木も上位に加わり、5年前の東海クラシック以来の首位に立つ。7月のPGAフィランソロピートーナメントでは初日の7番ホール（パー5）で残り220ヤードの第2打を4番ウッドで直接放り込み、ツアー史上15人目（17回）のアルバトロスを達成して4位に入るなど、往年の藤木らしさを見せつけた。
1999年、2000年と2年連続で賞金でのシード権を逃し、2001年には「難しいクラブでは若手にはかなわないから」とメーカーとのクラブ契約をやめて、自分にあったクラブを探して使用。トレーニングでは体重を10キロも落とす減量作戦にも成功し、つるやオープンでは各選手スコアを伸ばし首位5アンダーに5人が並ぶ混戦状態となる中、17番ホールで6アンダーの単独トップに立った。藤木曰く「最後のパーで単独トップだと思った」が、最終18番でボギーを叩き、首位グループに吸収された。生涯獲得賞金ランクのシードでレギュラーツアーに参戦するが、2004年は20試合に出場し予選突破はならなかった。
2005年からはシニア入りし、レギュラーとシニア両ツアーに参戦。シニアでは7試合に出場、予選落ちはないもののアルデプロカップの7位タイがベスト、賞金ランクも35位と不本意なシーズンであった。
2006年も優勝はなく、アデランスシニアの17位タイがベストであり、賞金ランクも43位とあまり振るわず低迷。2007年は7試合に出場してベストはビックライザックの39位、賞金ランクもシニア入り後最低の72位に終わった。
2008年も7試合に出場してベストはスターツシニアの18位タイ、賞金ランク64位に終わった。シニア入り以来、生涯獲得賞金ランク11位～20位以内の資格で出場しているが、デビュー年の賞金ランク35位が最高とシニアツアーでは苦しい戦いが続く。
2009年も5試合に出場して、富士フイルム選手権の58位タイがベスト、3試合で予選落ちという結果であった。2010年も7試合でスターツシニアと富士フイルム選手権の55位タイがベスト、賞金ランク75位という結果であった。
2011年はファンケルクラシック、コマツオープンの2試合の出場に終わり、2012年は1試合もシニアツアーにエントリーしなかった。2013年は3試合に出場したが、KYORAKU73位、コマツ65位タイ、いわさき白露66位タイで、3試合も予選カットのない試合であった。2014年は予選落ちのない4試合に出場して全て70位台と下位に沈み、2015年はシニア入り後2度目の試合出場ゼロに終わった。

## 主な優勝
- 1981年 - 阿蘇ナショナルパークオープン、北国オープン
- 1983年 - KBCオーガスタ、関東オープン
- 1984年 - よみうりオープン、NST新潟オープン
- 1987年 - KBCオーガスタ
- 1988年 - 大京オープン
- 1989年 - 関東プロ
- 1990年 - よみうりサッポロビールオープン、ブリヂストントーナメント
- 1991年 - 第一不動産カップ、フジサンケイクラシック
- 1993年 - 東海クラシック